# José María García (periodista)
José María García Pérez (Madrid, 13 de noviembre de 1943) es un periodista deportivo español. Está considerado uno de los locutores radiofónicos más emblemáticos en la historia de la radiodifusión española y a lo largo de su trayectoria obtuvo en dos ocasiones el Premio Ondas (1981 y 1986).
Inició su carrera profesional como reportero en 1963 en Radio España, pasando un año después a debutar en prensa escrita en el diario Pueblo y en televisión, donde colabora en varios programas de Televisión Española destacando su paso por Estudio estadio en el que coincide con su creador Pedro Ruiz. En 1972 ficha por la Cadena SER siendo el precursor de la radio deportiva de medianoche, dentro del programa Hora 25. En 1982 nace la emisora privada Antena 3 Radio y en ella estrena el 4 de mayo de 1982 su programa nocturno Supergarcía en la hora cero. En 1992, tras la compra por parte de Prisa de la emisora, pasa con su programa a la Cadena COPE en la que permanece hasta julio de 2000.
El 9 de agosto de 2000, inicia un ambicioso proyecto audiovisual de la mano de Telefónica, con la creación de Telefónica Media (Admira), filial multimedia de la compañía de telecomunicaciones, nacida para competir contra el «transatlántico» mediático» Prisa. García, que fue su principal impulsor, presidiría su división de deportes y conformaría en su emisora Onda Cero, junto a otros locutores estrella de la radio nacional, una plantilla de comunicadores conocida a nivel mediático como el «Dream Team». El 7 de abril de 2002, el locutor dimite de sus funciones como director y presentador de Supergarcía y como presidente de Admira Sport, según señaló en su comunicado, por incumplimiento de contrato, siendo hasta el momento, su última aparición como profesional en los medios.

## Biografía

### Inicios
Aunque es madrileño de nacimiento, en numerosas ocasiones se ha confesado asturiano de adopción por sus fuertes vínculos con esa tierra. Tras estudiar Periodismo, se inició profesionalmente en Radio España, con el programa Nosotros, los jóvenes. Más adelante, pasó por Radio Madrid y Radio Popular y, en prensa escrita, por el diario Pueblo.

"Cuando empecé los estudios de Periodismo engañé a mi padre: le dije que iba a estudiar Derecho. Cuando comencé en el diario Pueblo había mil periodistas mejores que yo, más cultos, pero me sacó adelante mi perseverancia... Cuando comencé en la radio, igual: había muchos más listos que yo, con más voz (Bernabéu decía que yo la tenía afeminada), pero me agarré a mi perseverancia"
José María García (El Mundo, 8 de octubre de 2017) 

En 1964 es contratado por Televisión Española, donde colabora en los programas Hoy es noticia (1964), Nosotros (1968), Ayer domingo (1971), 24 horas (1971-1972) y en el programa resumen dominical de la jornada deportiva y especialmente futbolística Estudio Estadio, donde coincidió con el creador del formato Pedro Ruiz.

### Precursor de la medianoche deportiva
El 22 de febrero de 1972, debuta en la Cadena SER, con un espacio de deportes dentro del programa Hora 25. El espacio adquiere rápidamente gran popularidad y es líder de audiencia, siendo considerado el precursor de la radio deportiva de medianoche, posteriormente extrapolada a su vez a la televisión. En 1977 fundó el club Inter Fútbol Sala. El 17 de noviembre de 1981 es despedido de la SER, tras una polémica con el ministro Pío Cabanillas.

"Me voy definitivamente de la SER, y tan sólo permaneceré en algunos de sus programas deportivos, aunque no en Hora 25, hasta finales de diciembre por caballerosidad, porque entiendo que siempre se han portado bien conmigo"
José María García (El País, 18 de noviembre de 1981) 

### Supergarcía en la hora cero(1982-1992)
El 4 de mayo de 1982 nace la primera emisora totalmente privada de España Antena 3 Radio. La cadena, base de la futura Antena 3 Televisión, hace de García la referencia de la emisora, en la que el comunicador estrena su programa enseña Supergarcía en la hora cero, emitido a las 00:00 y que durante diez años es líder indiscutible de la radio deportiva. El programa comienza sus emisiones apenas un mes antes del comienzo del Mundial de España '82 y su equipo estaba formado, entre otros, por periodistas como Gaspar Rosety, Siro López, Andrés Montes, Pepe Gutiérrez, Javier Ares o Pipi Estrada. El 22 de julio de 1992, se consuma el conocido como «antenicidio», la adquisición por parte del Grupo Prisa que presidía Jesús de Polanco de la emisora. Esto provoca al día siguiente la irrevocable dimisión de García, días antes del inicio de los Juegos Olímpicos de Barcelona.

### Supergarcía(1992-2000)
El 1 de septiembre de 1992, y tras barajar varias ofertas, es presentado como locutor de la Cadena COPE, en la que continuaría con su programa Supergarcía en la Cadena COPE, hasta julio de 2000. A partir de 1995, es superado según datos del Estudio General de Medios, por El larguero de José Ramón de la Morena.

### «Dream Team» y presidente de «Telefónica Sport»
El 9 de agosto de 2000, inicia un ambicioso proyecto audiovisual de la mano de Telefónica, con la creación de «Telefónica Media» (Admira), filial multimedia de la compañía de telecomunicaciones, nacida para competir contra el mayor grupo mediático del país, el Grupo Prisa, denominado por García como "el imperio del monopolio" de "Don Jesús del Gran Poder". García, que fue su principal impulsor, presidió el área de contenidos deportivos «Telefónica Sport», integrando la plataforma de pago Vía Digital, la cadena generalista Antena 3 de Televisión y la emisora generalista Onda Cero. En esta emisora, inició su tercera etapa al frente de Supergarcía en Onda Cero el 26 de agosto de 2000, conformando junto a otros locutores estrella de la radio nacional como Luis del Olmo o Carlos Herrera, una plantilla de comunicadores conocida a nivel mediático como el «Dream Team».
El 7 de abril de 2002, el locutor y directivo dimitió de sus funciones como director y presentador de Supergarcía y como presidente de Admira Sport, según señaló su comunicado, por incumplimiento de contrato. Posteriormente, el locutor alegó otros motivos como la remodelación en la cúpula directiva de «Admira», denunciando que se había convertido en "una casa de enchufados políticos y recomendados, la inmensa mayoría ineficaces y más de uno experto en el arte de los egipcios".

"Yo de la información deportiva no me voy por Florentino. Sino por Aznar. Me equivoqué gravemente. Estaba buscando desesperadamente alguien con quien montar un imperio mediático que pudiese luchar en igualdad de condiciones con el imperio del monopolio, Prisa. Estábamos en una guerra muy desigual. Prisa tenía armamento sofisticado de último grito. Y nosotros íbamos a la guerra con un tirachinas al que a veces se le rompía la goma. Si alguien podía liderar eso era Telefónica. Yo convenzo a Juan Villalonga para hacerlo. Un día me llama Aznar y me dice que no firme con Villalonga porque lo tiene que echar. Yo le digo que no, que voy a firmar con Telefónica"
José María García (El Mundo, 8 de octubre de 2017) 

### Retiro (2002-presente)
En 2006 se conoce que el periodista había estado retirado del mundo de la comunicación debido a que padecía un cáncer que posteriormente superó. Su testimonio personal está recogido en el libro de entrevistas de Pablo Álvarez, Coraje frente al cáncer: testimonios de una dura batalla que se va ganando día a día, Oviedo, Caja de Ahorros de Asturias, 2007.
En 2007 mostró su disposición a retomar su trabajo si se daban las condiciones adecuadas. El 22 de febrero de 2007, una entrevista suya con Jesús Quintero en Televisión Española —en la que vertía duras críticas a José María Aznar (por propiciar el monopolio multimedia, según él ilegal, del Grupo Prisa), Federico Jiménez Losantos, Florentino Pérez, Luis Fernández, Ernesto Sáenz de Buruaga, entre otros— fue censurada por la dirección del ente, según García, debido a la influencia del financiero Florentino Pérez al que define como "nada recomendable personajillo".
El 7 de julio de 2009, durante la celebración de uno de los cursos de verano de El Escorial organizados por la Universidad Complutense, José María García anunció que podría regresar a los medios de comunicación. De materializarse esta hipótesis, García querría volver «para hacer un programa de información general» que contase con un apartado político, otro de investigación y denuncia y un tercer apartado dedicado a la tertulia. Asimismo, aseguró haber mantenido conversaciones con varios medios pero no quiso citar a ninguno en particular.
El 20 de julio de 2010, en una entrevista concedida al programa El món a RAC1 el periodista confirmó que se había retirado por completo de los medios de comunicación al no encontrarse cómodo con ninguno de los tres proyectos que habían llegado a sus manos. Sorprendentemente y en medio de la entrevista, cuando el presentador del programa le pidió poder entrevistarlo cada pocos meses, el propio García se ofreció para colaborar con este programa cada mes, de forma totalmente desinteresada y "sin cobrar ni un euro". RAC1 anunció en su web el fichaje de García, donde realiza colaboraciones mensuales en su sección L'hora García.

## Estilo e influencia
García se caracterizó por su ácida crítica a todo aquello que él consideraba injusto, tanto dentro como fuera del mundo del deporte. Mantuvo duras disputas con personajes relevantes del deporte, tanto deportistas como dirigentes o periodistas, que lo llevaron a estar cada vez más aislado en el mundo deportivo. Con todo, llegó a convertirse en todo un fenómeno de la radiocomunicación española con una legión de imitadores. 
Durante muchos años fue número uno de audiencia en las noches de la radio española y su tirón hizo que muchos otros programas, que se emitían a continuación, saltaran también a la fama, como por ejemplo, Polvo de estrellas, que presentaba Carlos Pumares. En sus últimos años de andadura, la aparición del programa El larguero de José Ramón de la Morena en la Cadena Ser le arrebató un número considerable de audiencia hasta perder el liderazgo de la radio deportiva nocturna.
A partes iguales, su estilo personal e inimitable le granjeó no pocos amigos y enemigos. Hizo famosas diversas muletillas, que empleaba cada noche en su programa, como la frase: "¡Ojo al dato!", "el tiempo es ese juez supremo que quita y da razones", "Televisión Española, la mejor televisión de España" (en la época en que sólo existía un canal), "esto es de juzgado de guardia", "caducos y trasnochados", "tribuletes de pesebre" o "el deporte español está lleno de estómagos agradecidos, lametraserillos y abrazafarolas", "correveidiles", "el rumor es la antesala de la noticia", "chupópteros", "soplagaitas", "bulto sospechoso", "meapilas" , "ese es de los que se la coge con papel de fumar", "Pablo, Pablito, Pablete" (en referencia a Pablo Porta), "trotecillo cochinero" (por la forma de correr de algún árbitro), "monta un circo y le crecen los enanos", "eramos pocos y parió la abuela", "eso no se le ocurre ni al que asó la manteca", y "emperadores del comer y catedráticos del beber", "se comen África y se beben el Nilo" o "que se beben hasta el agua de los floreros" en referencia a su amada gerontocracia directiva de la FIFA y la UEFA. También, los míticos "nato y neto", "en el contenido y en el continente" o "pobre, pobre deporte español. En qué manos está". O, compartido con sus colaboradores, "atencioooón Madriiií".
Le gustaba poner apodos a casi todas las personalidades que eran el centro de su programa:[cita requerida] Ramón Mendoza entonces presidente del Real Madrid, era el del pelo blanco, o José Luis Núñez entonces presidente del Barcelona, era el minilehendakari porque había nacido en Baracaldo, aunque se crio en Barcelona. Esto fue posteriormente imitado por el también locutor radiofónico Federico Jiménez Losantos, quien realiza similar operación con los protagonistas de la política española.
Su estilo ocasionalmente incorporaba comentarios sobre la situación política, ensalzando o denigrando a aquellos que de un modo u otro podían interferir en el negocio de la comunicación. Especialmente llamativo fue su panegírico a José María Aznar al ganar las elecciones de 2000 por mayoría absoluta, calificándolo de "gran líder y hombre de estado".
En 2019 fue noticia por unas declaraciones suyas en la Cadena COPE, en las que afirmaba que "El fútbol femenino es una mentira. ¿Qué porcentaje de futbolistas de Primera División llegan desde el córner a la portería? No tienen fuerza". Dichas declaraciones fueron posteriormente matizadas en la misma emisora por el propio García, argumentando que "El fútbol femenino es una mentira en su organización; yo admiro el fútbol femenino pero no me convence porque han empezado a construir por el tejado. Tendrían que haber formado a la cantera."

## Premios
Ganador de los Premios Ondas en su categoría Nacionales de Radio en 1980 con el programa El partido de la jornada de la Cadena Ser y en 1986 con el programa Supergarcía en la Hora Cero de Antena 3 Radio.
| Premios       | Año  | Categoría           | Programa                                     | Resultado |
| ------------- | ---- | ------------------- | -------------------------------------------- | --------- |
| Premios Ondas | 1986 | Nacionales de Radio | Supergarcía en la Hora Cero (Antena 3 Radio) | Ganador   |
| Premios Ondas | 1980 | Nacionales de Radio | El partido de la jornada (Cadena Ser)        | Ganador   |
| Premios Ondas | 2010 | Medalla de Oro      | Gala de la Academia de la Radio 2.ª Edición  | Ganador   |

## Vida privada
Está casado y tiene dos hijos.

## Publicaciones y apariciones en cine
Es autor de tres libros:
- Comedia Urtáin (1972)
- El bisturí de José María García (1974)
- La corrupción en el deporte español (1979)[31]

Participó en dos películas:
- El gran mogollón (1982)
- La loca historia de los tres mosqueteros (1983)[32]